# Jacob Niclas Ahlström
Jacob Niclas Ahlström, född 5 juni 1805 i Visby stadsförsamling, Gotlands län, död 14 maj 1857 i Hedvig Eleonora församling, Stockholms stad, var en svensk pianist, dirigent och tonsättare.

## Biografi
Son till svarvaren Johan Ahlström, bondson från Eskelhem, och Brita Kristina Wigström. Genomgick Visby trivialskola och gymnasium samt åtnjöt samtidigt undervisning i musik av de båda lärarna Karl och Johan Enequist; student vid Uppsala universitet 6 okt. 1824; hade kondition hos kronofogden i Västersysslet, fältkamreraren L. D. Larsson på Rud i Värmland 1825–28; återvände i jan. 1828 till Uppsala, där han avlade lilla teologiska examen 1 mars s. å. samt specimen stili för kameralexamen; slöt sig i Visby till Djurströmska teatertruppen; bosatte sig 1830 i Karlskrona, där han uppehöll sig genom musiklektioner; utan examen förklarad för musikdirektör genom musikaliska akademins brev 18 febr. 1831; musiklärare vid gymnasiet i Västerås och domkyrkoorganist därstädes 1832–42; anställd som orkesteranförare vid den av kapten Lindeberg upprättade, sedermera s. k. Mindre teatern 1842–54 samt därefter vid sommarteatern i Humlegården 1854–56 och vid Ladugårdslandsteatern från 1856; tillika bl. a. lärare för K. teaterns elever 1845–47, musikdirektör vid andra livgardet 1847–49, orkesteranförare vid franska teatersällskapet 1847–48, kormästare vid italienska operan 1849 samt organist vid Hedvig Eleonora kyrka 9 apr. 1854 och lärare och sånganförare vid flera skolor och i flera föreningar bland annat Typografiska föreningens sångkör 1855–1856; organist i Stora Skedvi 1857, men tillträdde aldrig denna befattning. LMA 1857, på dödsbädden.
Gift 21 nov. 1829 i Ystad med Brita Kristina Tullström, f. 18 nov. 1807 i Malmö, d 14 dec. 1890 i Stockholm, dotter till en styckjunkare vid Vendes artilleri, och hade med henne tretton barn, av vilka nio överlevde.
Ahlströms far hade ursprungligen bestämt honom för svarvaryrket men måste snart uppge dylika förhoppningar. Redan under skoltiden hade Ahlström tack vare domkyrkoadjunkten och läraren, sedermera kyrkoherden i Källunge, Karl Enequists undervisning gjort stora framsteg i musik. Han bestred som vikarie organisttjänsten vid domkyrkan i Visby med sådan framgång, att åhörarna uttryckte sin erkänsla genom att skänka honom ett dyrbart fickur, och han debuterade även under denna tid som tonsättare med en introduktion a-moll. Till Visbytiden hör likväl en stråkkvartett i ess-dur och en mer utarbetad komposition, en capriccio för violoncell över temat »Jag fattige lappman». I Uppsala började han studera teologi men övergick efter motgångar i examensväg till att läsa på kameralexamen, utan att det därför ville bliva något rätt allvar med studierna. Det var musiken, som tog hans tid, och han började vinna allt större anseende som pianospelare och musiklärare. 
Tillsammans med några jämnåriga landsmän, som också åtnjutit Enequists undervisning, odlade han den fyrstämmiga manssången. Kotteriet höll till i en provisor Hernholms rum, där det fanns ett gammalt klaver, som aldrig fick vila. Ahlström så gott som bodde där, och där, säger en minnestecknare, komponerade han sina bästa saker, exempelvis en trio, en stor polonäs för piano med orkester, som han exekverade vid en konsert i Gustavianum. Under sin treåriga kondition hos fältkamreraren Larsson på Rud fattade Ahlström smak för dennes lugna tjänst, och han, vilken liksom en gång Tegnér ofta fått medfölja på tjänsteresor, började tänka på att efter avslutade studier slå sig till ro som landsstatstjänsteman och »åka genom de doftande furuskogarna med sitt biträde vid sidan och en väldig respipa». 
Han återvände i jan. 1828 till Uppsala, full av de bästa föresatser, men länge kunde han ej hålla ut. Under ett sommarbesök i Visby biträdde han den Djurströmska teatertruppen som dirigent för ett kapell av amatörer i staden, vilket medverkade vid dess föreställningar, och han medföljde sedan mot faderns vilja truppen på en turné genom flera av Sveriges städer. Därpå slog han sig ned i Karlskrona som musiklärare. Musikaliska akademin förklarade honom nu för musikdirektör på grund av hans kunskaper och hans skicklighet som musiklärare och orkesterledare, och detta utan att han behövde infinna sig vid akademin, då han på grund av fattigdom var urståndsatt att resa till Stockholm. 1832 blev han director musices och domkyrkoorganist i Västerås men lät tio år senare förmå sig av den bekante Anders Lindeberg att mottaga anställning som orkesteranförare vid den teater, denne höll på att grunda, den senare så kallade Mindre teatern. Ahlström stannade vid denna scen, även sedan Lindeberg måst avstå den till sina kreditorer, men övergick 1854 på grund av misshälligheter med dess dåvarande direktör, Stjernström, till Humlegårdsteatern. Lindeberg hade förespeglat Ahlström en verksamhet av hög konstnärlig syftning. Teatern öppnades 1 nov. 1842 med Lings sorgespel »Agne», vartill Ahlström komponerat uvertyr och körer, överraskande enligt Blanche trots otillräckliga resurser för utförandet genom melodirikedom och en sällsynt ädelhet i stilen. Snart nog framfördes Blanches »Positivhataren», även den med musik av Ahlström; den bildade liksom epok, då den utgjorde frukten av samarbete mellan en svensk tonsättare och en svensk författare. 
Ahlström gick emellertid mer och mer upp i ett rastlöst arbete, som så småningom jäktade honom till döds. Utom de många befattningar han åtog sig, stämde han understundom pianon, gav enskild undervisning, höll föreläsningar i musikens teori, framträdde som skriftställare i musikaliska ämnen och verkställde översättningar. Bort från vardagsslitet kom han endast någon gång genom längre resor, såsom 1845, då han åtföljde Jenny Lind till Tyskland på en konsertturné, vars program huvudsakligen upptog svensk folkmusik, och 1850, då han gjorde en resa till Finland med skådespelarna Stjernström och Torsslow. Hans krafter uthärdade förvånande länge det enerverande arbetet i Stockholm, men till sist har han uppenbarligen känt, att de ej voro outtömliga, och ville därför draga sig tillbaka till den lugna organistbefattningen i Stora Skedvi; kort innan han skulle ha tillträtt sysslan, nedlades han emellertid på dödsbädden. 
Det mest utmärkande för Ahlström som tonkonstnär är ovillkorligen hans otroliga arbetsflit. Av hans hand finns otaliga kantater, trior och kvartetter, symfonier och uvertyrer, 200 kompositioner till sång- och talpjäser och 250 arrangemang av dylika. Svensk folkmusik, som uppenbarligen påverkat flera av hans tonsättningar, ivrade han för att göra bekant och publicerade flera samlingar, därav, dels ensam, dels tillsammans med tonsättaren Per Konrad Boman; samlingarna voro dock hopbragta av andra, främst Dybeck. Ahlström har vidare utgivit bl. a. koralböcker av olika slag och en »Musikalisk fickordbok», innehållande konsttermernas översättning och biografiska notiser över bekanta tonsättare, samt översatt Logier's harmonilära. 
Mycket av det han gjort har helt visst ett värde, som berättigade det att räddas undan glömskan, i synnerhet om man betänker, att Ahlströms alstring tillhör en tid med få inhemska kompositörer av betydenhet. Men mycket har blivit förgängligt emedan det i för hög grad varit tillfällighetsdikt, musik, som är habilt gjord av van hand men utan djupare inneboende värde. Det hade dock utan tvivel kunnat bliva något större av hans tonsättarbegåvning under gynnsammare betingelser. Själv skattade han sig mycket ringa; om sitt verk som tonsättare yttrade han en gång till Blanche: »Kanske, om jag ej bleve så jäktad, att jag då skulle kunna skriva något större och beståndande; men som jag blott kan säga kanske, så nöjer jag mig fullkomligt med det lilla och efemära.» Den ersättning, man bjöd honom, tog han emot och gav sedan ifrån sig med samma sorglöshet, som han tog. Av alla var han omtyckt för sitt milda och flärdfria väsen, för sin oegennyttiga tjänstvillighet och sin förnöjsamhet. Hans talrika vänner värderade honom högt för hans trofasta vänsällhet och behagliga umgängessätt.

## Musikverk i urval
- Polonäs i E-dur, för piano och orkester. Uppförd på Gustavianum och 1837 i Linköping.[8]
- Pianokvartett i Es-dur. Uppfördes februari 1837 i Linköping.[8]
- Pianotrio. Uppförd 1832 i Visby.[8]
- Capriccio över temat "Jag fattige lappman", för piano och cello.[8]
- Introduktion med variationer över melodin till Fredmans epistel 34 i a-moll, för piano.[8]